# تام مورفی
تام مورفی (انگلیسی: Tom Murphy؛ زادهٔ) بازیکن فوتبال اهل جمهوری ایرلند است.
وی همچنین در تیم ملی فوتبال جمهوری ایرلند بازی کرده‌است.